# Saint-Père-en-Retz
Saint-Père-en-Retz – miejscowość i gmina we Francji, w regionie Kraj Loary, w departamencie Loara Atlantycka.
Według danych na rok 2010 gminę zamieszkiwało 4135 osób, a gęstość zaludnienia wynosiła 66 osób/km². Nazwa miejscowości pochodzi od imienia św. Piotra.